# Lutas nos Jogos Pan-Americanos de 2011 - Livre até 120 kg masculino
A categoria até 120 kg masculino foi um dos eventos da luta livre nos Jogos Pan-Americanos de 2011. Foi disputada em 23 de outubro no Ginásio do CODE II com sete lutadores, cada um representando um país.

## Calendário
Horário local (UTC-6).
| Data          | Horário | Fase                |
| ------------- | ------- | ------------------- |
| 23 de outubro | 10:32   | Quartas-de-final    |
| 23 de outubro | 11:20   | Semifinal           |
| 23 de outubro | 18:48   | Disputa pelo bronze |
| 23 de outubro | 18:56   | Final               |

## Medalhistas
| Ouro   | USA Tervel Dlagnev                    |
| Prata  | CAN Sunny Dhinsa                      |
| Bronze | CUB Disney Rodríguez DOM Carlos Feliz |

## Resultados

### Chave
| Quartas-de-final | Quartas-de-final     | Quartas-de-final | Quartas-de-final | Quartas-de-final |  |  | Semifinal | Semifinal            | Semifinal | Semifinal | Semifinal |  |  | Final | Final              | Final | Final | Final |
|                  |                      |                  |                  |                  |  |  |           |                      |           |           |           |  |  |       |                    |       |       |       |
|                  | USA Tervel Dlagnev   | 6                | 7                |                  |  |  |           |                      |           |           |           |  |  |       |                    |       |       |       |
|                  | ECU Carlos Delgado   | 0                | 0                |                  |  |  |           | USA Tervel Dlagnev   | 1         | 5         |           |  |  |       |                    |       |       |       |
|                  | CUB Disney Rodríguez | 4                | 4                |                  |  |  |           | CUB Disney Rodríguez | 0         | 0         |           |  |  |       |                    |       |       |       |
|                  | MEX Jesse Ruiz       | 0                | 0                |                  |  |  |           |                      |           |           |           |  |  |       | USA Tervel Dlagnev | 2     | 6     |       |
|                  | BRA Antoine Jaoude   | 0                | 0                |                  |  |  |           |                      |           |           |           |  |  |       | CAN Sunny Dhinsa   | 0     | 0     |       |
|                  | DOM Carlos Feliz     | 3                | 2                |                  |  |  |           | DOM Carlos Feliz     | 0         |           |           |  |  |       |                    |       |       |       |
|                  | CAN Sunny Dhinsa     | 7                | 6                |                  |  |  |           | CAN Sunny Dhinsa     | 3         |           |           |  |  |       |                    |       |       |       |
|                  | PUR Edgardo López    | 0                | 0                |                  |  |  |           |                      |           |           |           |  |  |       |                    |       |       |       |

### Repescagem
|  | Primeira rodada    | Primeira rodada    | Primeira rodada |  |  | Disputa pelo bronze  | Disputa pelo bronze  | Disputa pelo bronze |
|  |                    |                    |                 |  |  |                      |                      |                     |
|  |                    |                    |                 |  |  |                      |                      |                     |
|  |                    |                    |                 |  |  | CUB Disney Rodríguez | CUB Disney Rodríguez | 6 4                 |
|  | ECU Carlos Delgado | ECU Carlos Delgado |                 |  |  | ECU Carlos Delgado   | ECU Carlos Delgado   | 0                   |
|  | Bye                |                    |                 |  |  |                      |                      |                     |
|  |                    |                    |                 |  |  |                      |                      |                     |
|  |                    |                    |                 |  |  |                      |                      |                     |
|  |                    |                    |                 |  |  |                      |                      |                     |

|  | Primeira rodada   | Primeira rodada   | Primeira rodada |  |  | Disputa pelo bronze | Disputa pelo bronze | Disputa pelo bronze |
|  |                   |                   |                 |  |  |                     |                     |                     |
|  |                   |                   |                 |  |  |                     |                     |                     |
|  |                   |                   |                 |  |  | DOM Carlos Feliz    | DOM Carlos Feliz    | 5 3                 |
|  | PUR Edgardo López | PUR Edgardo López |                 |  |  | PUR Edgardo López   | PUR Edgardo López   | 1 0                 |
|  | Bye               |                   |                 |  |  |                     |                     |                     |
|  |                   |                   |                 |  |  |                     |                     |                     |
|  |                   |                   |                 |  |  |                     |                     |                     |
|  |                   |                   |                 |  |  |                     |                     |                     |